# Kino Świt w Krakowie
Kino Świt – zlikwidowane kino w Krakowie, znajdowało się w dzielnicy XVIII na osiedlu Teatralnym 10, w Nowej Hucie. Działało w latach 1953–2002.

## Historia
Było to drugie kino (po kinie Stal), które rozpoczęło swoją działalność na terenie Nowej Huty. Zainaugurowało ją projekcją propagandowego filmu „Trzy opowieści” nakręconego w plenerach Nowej Huty, a opowiadającego o perypetiach junaków ze Służby Polsce.
Wzniesiony w latach 1951–1953 budynek kina zaprojektował, podobnie jak uruchomione w 1957 roku bliźniacze kino Światowid, architekt Andrzej Uniejewski. Fasadę budynku zdobi portyk z dwunastoma kolumnami w wielkim porządku, od góry przykrywają go trzy rozerwane frontony, budynek zwieńczony jest tralkowaną balustradą. Również pozostała część elewacji budynku pokryta jest licznymi historyzującymi detalami jak pilastry powtarzające motyw frontowych kolumn. Wnętrza kina zaprojektował architekt wnętrz Marian Sigmund, projektant reprezentacyjnych nowohuckich wnętrz we współpracy z młodą projektantką, Ireną Pać-Zaleśną. Pomimo obowiązywania doktryny socrealistycznej, wystrój wnętrz Kina Świt emanuje elegancką prostotą. Wśród ciekawych elementów wystroju budynku kina można wymienić: ażurowe osłony grzejników i otworów wentylacyjnych, kamienną okładzinę ścian, lampy zamontowane przy sufitowych gzymsach, czy tkaniny na ścianach sali kinowej a także proste kolumny. Wszystkie te elementy wnętrza kina przypominają wystrój wnętrz użyteczności publicznej z okresu międzywojennego.
Kino posiadało dwie sale – dużą i małą. Zakończyło swoją działalność w 2002 roku, budynek stał się bazarem handlowym, a fasadę byłego kina zakleiły szyldy, reklamy i banery.
Po dziesięciu latach w 2012 roku przeprowadzono kosztem 7 mln złotych gruntowny remont budynku kina pod nadzorem konserwatora zabytków, przywracając mu oryginalną kolorystykę, zachowując socrealistyczny charakter oraz zachowując wewnątrz schody i żyrandole z epoki. Remont zakończył się 10 kwietnia 2013 powrotem na fasadę kina kopii oryginalnego neonu „ŚWIT”. Mała sala kinowa została przekształcona w „Filmową Café” i przypomina o dawnym charakterze budynku. Dużą salę natomiast zajmował supermarket „Tesco”. Pozostałe powierzchnie zostały wynajęte licznym punktom handlowym i usługowym.

## Galeria

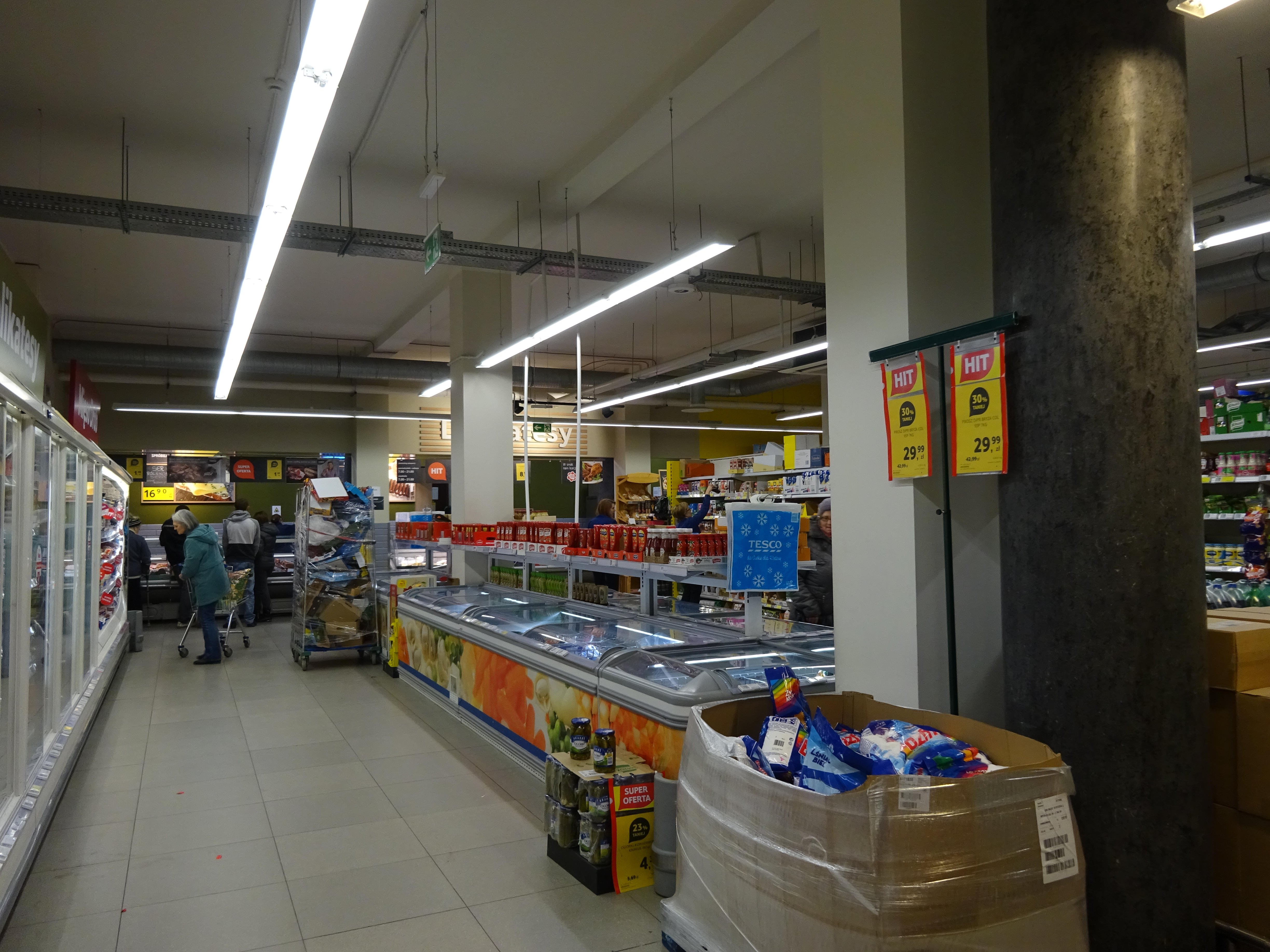
Duża sala kinowa, przekształcona w supermarket „Tesco”
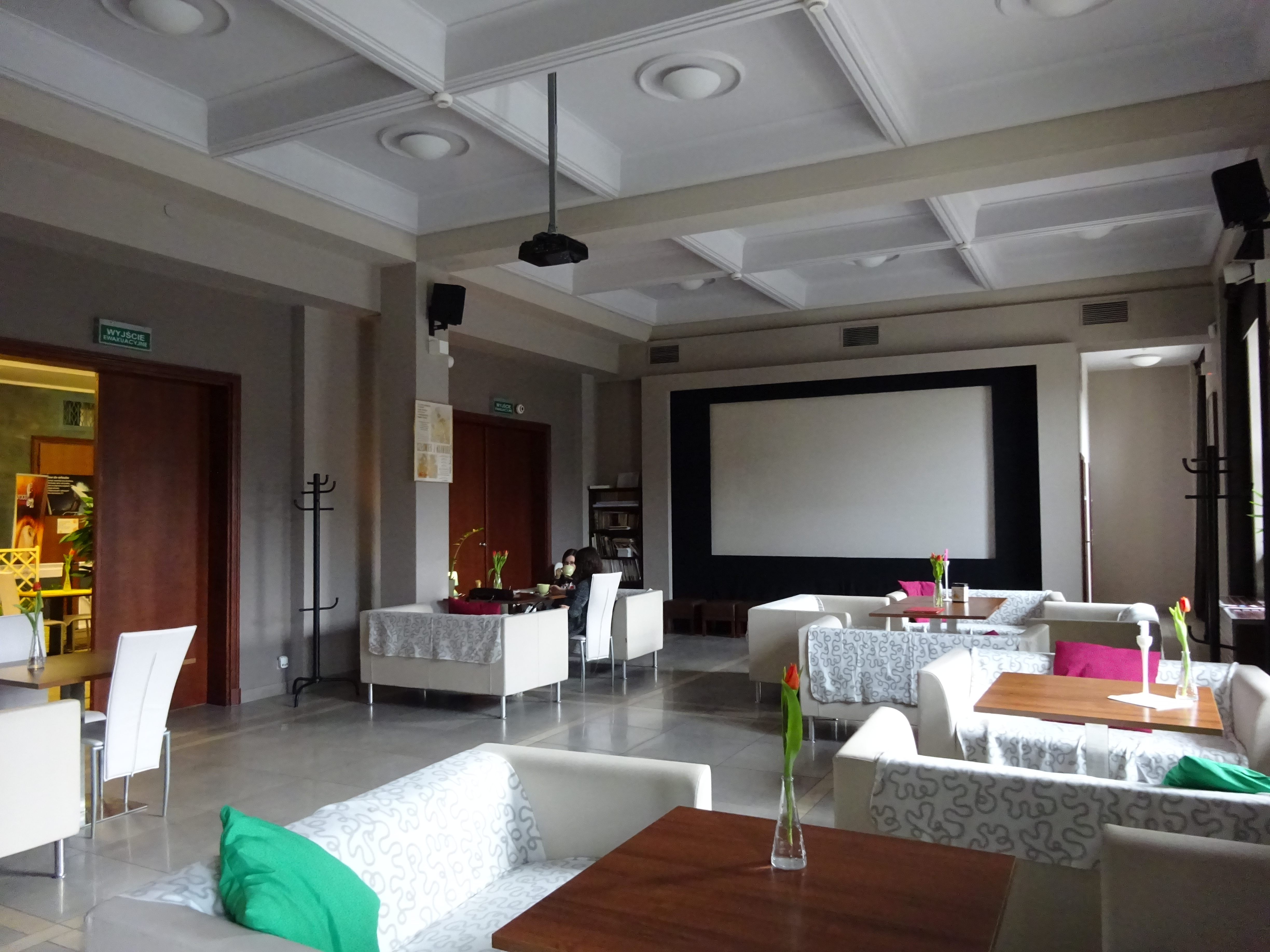
Mała sala kinowa jako „Filmowa Café”
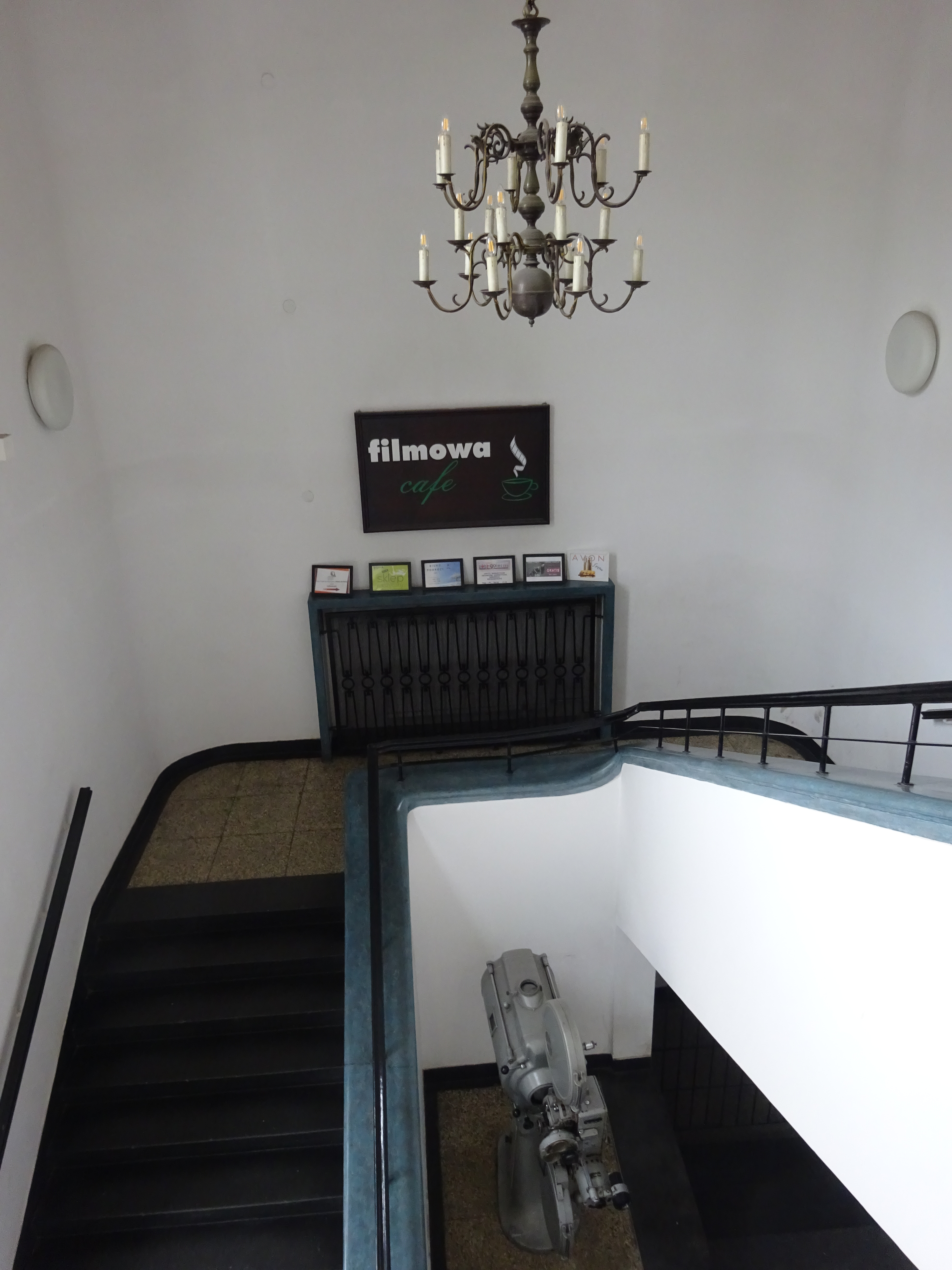
Klatka schodowa
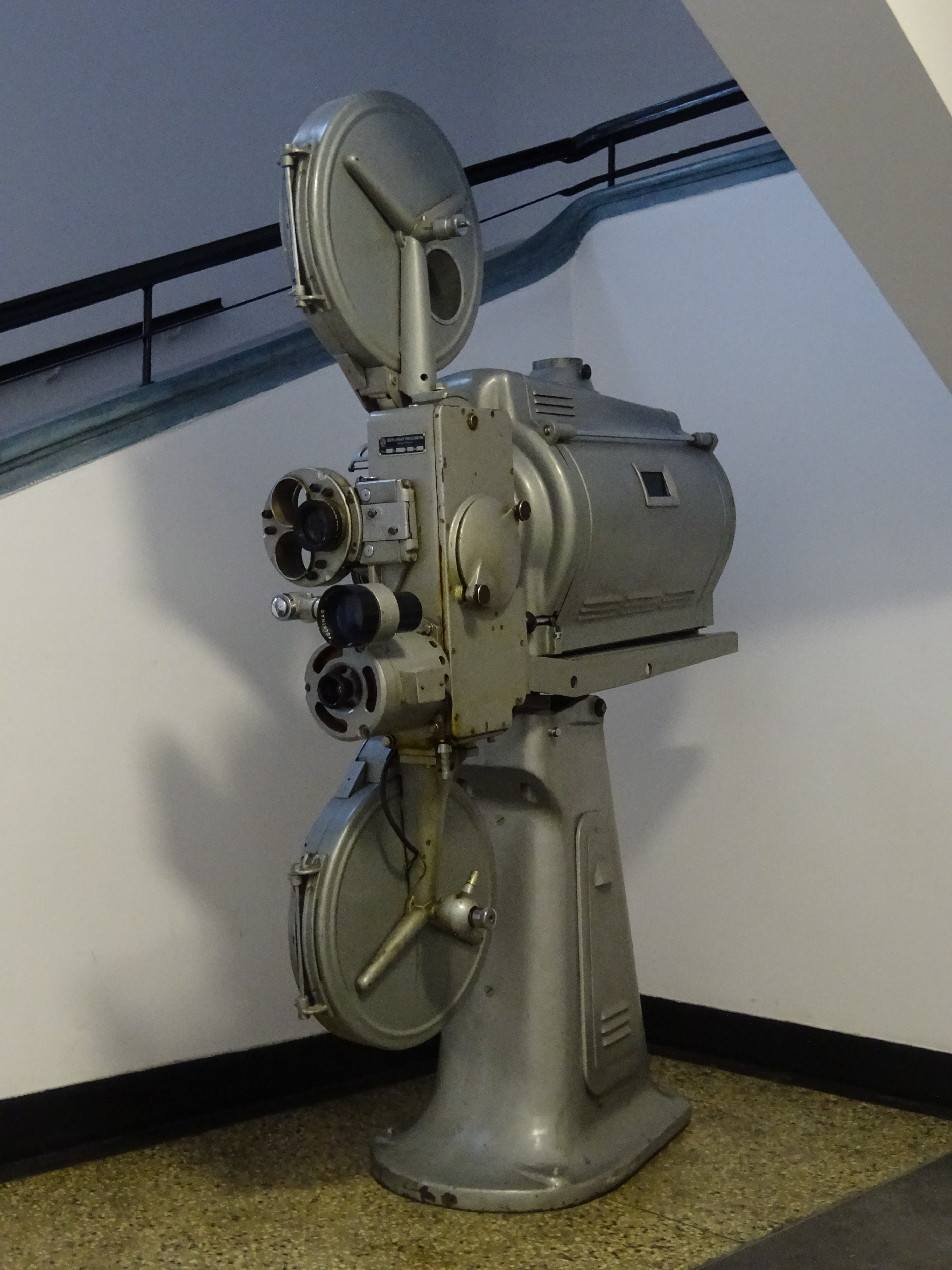
Projektor z dużej sali kinowej, przeniesiony koło wejścia na klatkę schodową
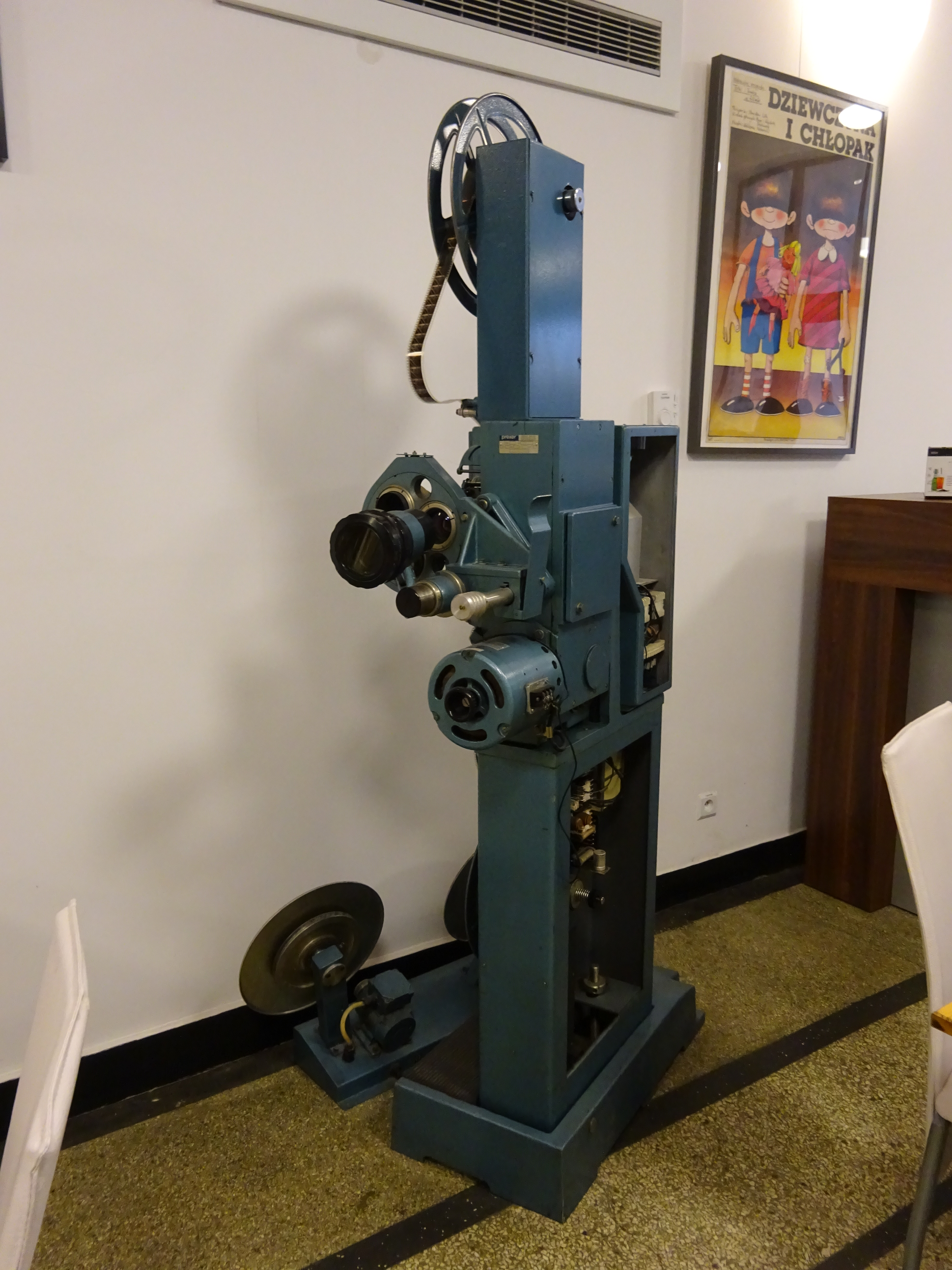
Projektor z małej sali kinowej, przeniesiony koło wejścia do dawnej małej sali kinowej, a obecnie „Filmowej Café”
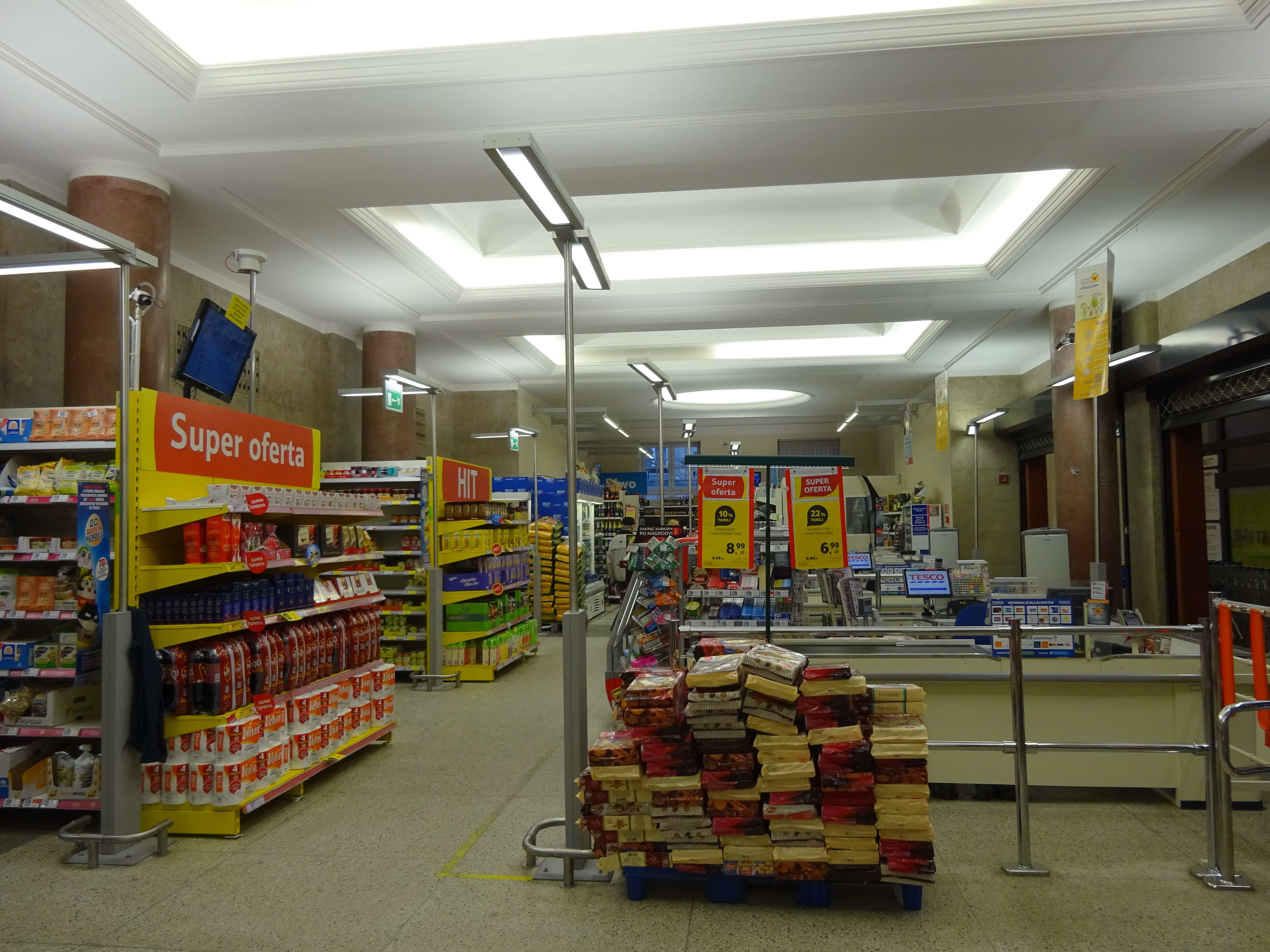
Dawne foyer dużej sali kinowej, kasy supermarketu „Tesco”
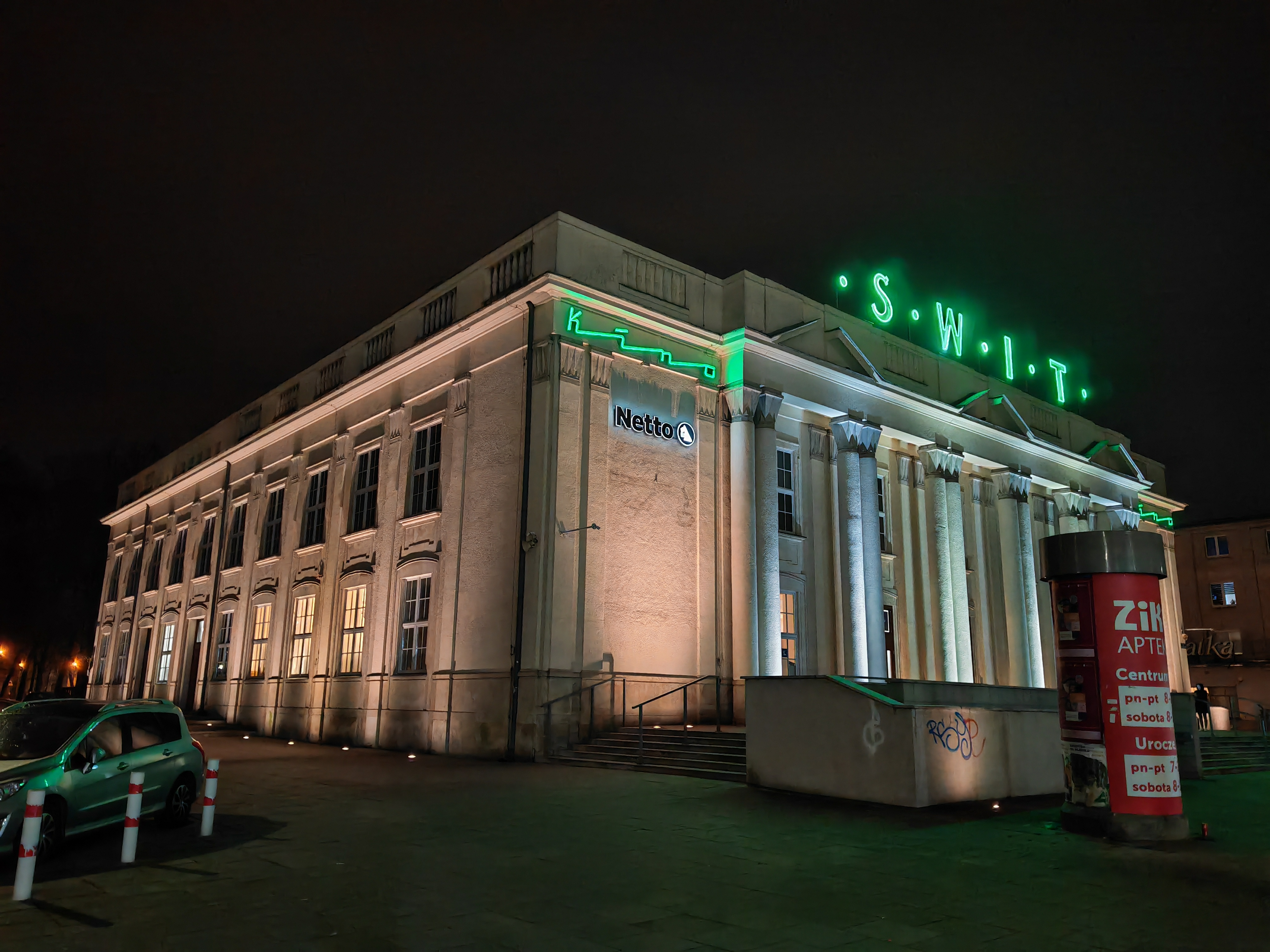
Budynek nocą